# Солнечний (Сургутський район)
Со́лнечний (рос. Солнечный) — селище у складі Сургутського району Ханти-Мансійського автономного округу Тюменської області, Росія. Адміністративний центр Солнечного сільського поселення.
Населення — 10103 особи (2010, 9763 у 2002).
Національний склад станом на 2002 рік: росіяни — 57 %.